# Люди як боги (трилогія)
«Люди як боги» (рос. Люди как боги) — науково-фантастичний роман-трилогія російського письменника Сергія Снєгова. Роман складається з трьох книг: «Галактична розвідка» (рос. Галактическая разведка; вперше видана в 1966 році), «Вторгнення у Персей» (рос. Вторжение в Персей; вперше видана в 1968 році) та «Кільце зворотнього часу» (рос. Кольцо обратного времени; вперше видана в 1977 році).
Роман є одним із найвідоміших творів Снєгова, а також одним із наймасштабніших і значних утопічних творів радянської фантастики 60—70-х років ХХ століття. Роман справив велике враження, та мав значний вплив на тогочасних молодих шанувальників радянської фантастики. Зі слів автора, сам Снєгов створював першу частину трилогії як пародію на космічну оперу та на біблійні тексти, проте в другій і третій частинах трилогії, написаних на численне прохання читачів, він усе-таки додав у твори більше філософських роздумів. Саме «Люди як боги» став і найвідомішим твором письменника за кордоном, який виходив друком як у соціалістичних країнах (Польща, НДР, Угорщина), так і капіталістичних (ФРН, Японія) країнах.

## Історія створення
Сергій Снєгов розпочав писати першу частину трилогії ще на початку 60-х років ХХ століття. За словами письменника, він хотів написати книгу про таке майбутнє, в якому йому самому хотілось би жити, яке навіть відповідає класичному комунізму, а головними позитивними героями книги він зробив своїх родичів та знайомих, яких переніс у часі на 500 років уперед на сторінках своєї книги. Першу частину роману відмовились публікувати чотири видавництва підряд, а більшість критиків-фантастикознавців того часу негативно сприйняли роман. Уперше перша частина трилогії «Галактична розвідка» вперше опублікована у 1966 році в збірці «Еллінський секрет», яка вийшла друком у видавництві «Лениздат». У подальшому спротив публікації роману дещо зменшився, і деякі його критики (зокрема, Аркадій Стругацький) змінили думку про роман на краще, проте частина критиків залишилась критично настроєними проти продовження публікації трилогії, і частково завдяки зусиллями інших відомих письменників-фантастів (зокрема, Євгенія Войскунського) трилогія була надрукована в інших видавництвах СРСР. Друга частина трилогії «Вторгнення у Персей» уперше надрукована також у видавництві «Лениздат» в 1968 році, і цей роман дав назву збірці фантастики, в якій він був надрукований, хоча в самій збірці він надрукований під назвою «У зоряних проходах» (рос. В звездных теснинах). Перші дві частини трилогії уперше під назвою «Люди як боги» вперше надрукувало Калінінградське книжкове видавництво у 1971 році. Третя частина трилогії «Кільце зворотнього часу» уперше опублікована видавництвом «Лениздат» у 1977 році, та дала назву збірці фантастики, в якій була опублікована. Повністю в одній книзі трилогія уперше опублікована в 1982 році видавництвом «Лениздат». У подальшому Снєгов не мав бажання писати продовження «Людей як богів», тому, за його словами, в третій частині трилогії він просто повбивав більшість головних героїв, щоб не було про кого писати четверту частину твору.

## Сюжет

### Галактична розвідка
Розповідь ведеться від першої особи, як мемуари Елі Гамазина, колишнього адмірала зоряного флоту.
На Землі — п'яте століття Комуністичної ери, давно ліквідована державна роздробленість, автоматичні заводи виробляють найрізноманітнішу необхідну продукцію, включно із синтетичними харчовими продуктами. Від важкого минулого залишились лише невиразні спогади, малозрозумілі всім, окрім історика Павла Ромеро. Кожна людина має телепатичний зв'язок із комп'ютерами — будь-яка, навіть випадкова думка, може стати надбанням усього людства, якщо комп'ютер визнає її значимою. Так у подальшому стається з ідеєю Гамазина про будівництво на Землі станції хвиль простору. Одночасно головний герой, захопившись питаннями до комп'ютера про взаємну сімейну придатність із недавно зустрінутою дівчиною, відмічав, що ніхто не міг підслухати його запити: таємниця думок суворо охоронялася. Комп'ютери оберігають людей від небезпечних вчинків, видають довідку про будь-яку людину (включно із її сімейним станом, ростом, вагою і віком), дають можливість навіювати думки іншим, наприклад про особисту зустріч. Саме так Гамазин, який на початку розповіді був простим інженером, познайомився із своєю майбутньою дружиною — Мері Глан (точніше — вона із ним).
Порівняно недавно земляни оволоділи ефектом перетворення простору в речовину, що дало можливість здійснювати міжзоряні польоти в реальному часі. Релятивістські ефекти (зокрема, сповільнення часу) при такому переміщенні не спостерігаються. Людство обстежило найближчі до Землі зоряні системи. Виявлені цивілізації значно відстають у своєму розвитку від Землі. На Орі — створеній людьми штучній планеті в районі Альдебарана — людство проводить першу міжзоряну конференцію. Випадково виявляється, що у пам'яті інопланетян міститься інформація про інші могутні цивілізації — людиноподібних галактів і Руйнівників (зовнішній вигляд Руйнівників незрозумілий). Між галактами та Руйнівниками у минулому відбувались найнеймовірніші війни, в яких знищувалися не просто живі істоти і механізми, а цілі зоряні системи. Головним завданням конференції на Орі стає отримання нової інформації про галактів та Руйнівників. Гамазин та його друзі ведуть бесіди із різноманітними інопланетянами, зовнішній вигляд яких визначається умовами життя на їх рідних планетах (краплеподібними, павукоподібними, змієподібними). Для представників кожної інопланетної раси земляни створили на Орі окремі готелі зі звичними для них гравітацією, температурою та освітленням. Дехто із землян при вигляді інопланетян відчуває відразу, а Елі, навпаки, закохується у змієподібну дівчину з Веги. Проте він швидко пересвідчується, що їх кохання можливе лише на стадії словесних визнань. Альтаїрці знаходять у себе картину із зображенням полонених галактів, проте ці, хто взяв їх у полон, не зображені. Андрій Шерстюк, друг Елі Гамазина, припускає, що руйнівники невидимі.
Земляни відправляють два кораблі углиб Галактики для подальшої розвідки. У зоряному скупченні Стожари люди, як їм здалося, нарешті з'ясовують зовнішній вигляд Руйнівників. Вони є істотами, схожими на шолом із наростом, і їх називають головооками. Головооки атакують землян, проте їм вдається перемогти, використовуючи індивідуальні силові поля. Проте пізніше виявляється, що головооки — лише жандармерія Руйнівників. Пізніше виявляється, що реальні воїни Руйнівників дійсно є невидимками. Вони викрадають Андре, Елі вдається вбити невидимку, і той стає видимим. Невидимка виглядає як голий скелет, нерви та кровоносні судини якого містяться всередині кісток, а невидимим він стає завдяки дії викривлювача простору, що призводить до цього, що будь-які промені обходять навколо тіла Руйнівників. Після розшифрування переговорів Руйнівників, земляни встановлюють, що їх зв'язок передається швидше за швидкість світла. У людей на час дії роману таких можливостей ще немає. Відбувається битва між ескадрою Руйнівників та двома зорельотами землян. Основною зброєю Руйнівників є гравітаційні удари (нестаціонарні гравітаційні поля). Зброєю землян є анігілятори, які перетворюють речовину в простір. Проте кораблі Руйнівників, які рухаються із надсвітловою швидкістю, невидимі. Людей рятує те, що для здійснення гравітаційних ударів Руйнівники вимушені виходити на досвітлову швидкість. Землянам вдається анігілювати чотири зорельоти Руйнівників, після чого ворожа ескадра покидає Стожари.
Земляни вирішують негайно повернути один із зорельотів на Землю, щоб не ризикувати отриманою цінною інформацією. Другий корабель відбуває до зоряних скупчень Хі і Аш Персея, де, як встановлено, живуть Руйнівники. Під час перельоту Елі постійно роздумує про спосіб надсвітлового зв'язку Руйнівників, та відкриває хвилі простору — зміщення метрики, які здатні переносити інформацію практично миттєво. Використовуючи хвилі простору, земляни монтують на зорельоті локатор і передавач, завдяки якому вони змогли вести спостереження і в надсвітловій області. У скупченні Хі Персея люди виявляють, що не контролюють шлях зорельоту. Руйнівники якимсь чином змінюють метрику простору, роблячи його неевклідовим, унаслідок чого траса польоту викривляється. Ольга Трондайк, командир зорельоту, розробляє план прориву — анігілювавши одну з планет, вирватися у знову створений простір, метрикою якого Руйнівники керують ще не повністю, та через нього вийти із скупчення. Прорив удається, проте Руйнівники встигають завдати по зорельоту гравітаційних ударів. Унаслідок цих ударів Елі Гамазин отримує важке поранення та впадає в кому, з якої виходить лише при підльоті до Ори.
Людство вирішує розпочати війну проти Руйнівників. На Землі Елі знову зустрічається з Мері Глан, яку Ромеро запрошує на пікнік на честь свята Першого снігу. На пікніці гості п'ють справжнє (не безалкогольне) вино та смажать шашлики зі справжньої (не синтетичної) баранини. Елі хоче вивезти Мері з пікніку, між ним і Ромеро розпочинається сварка, яка ледь не переросла у бійку, проте конфлікт вдається вчасно зупинити. На Орі формується флот для кампанії в Персеї. Перед відльотом на Ору Елі пропонує полетіти з ним і Мері Глан, тим самим фактично роблячи їй пропозицію руки і серця, на яку дівчина погоджується.

### Вторгнення у Персей
Продовження мемуарів Елі Гамазина.
Елі Гамазин і Мері Глан — тепер подружжя. На Орі у них народжується син Астр. Біолог Лусін демонструє свій останній витвір — вогнедишного дракона Громовержця. Драконів, як і пегасів, яких створили біологи майбутнього раніше, вирішено взяти в похід. Елі Гамазин призначений адміралом флоту. Мері настоює на тому, що вона також візьме участь у поході разом із сином, і після довгого вмовляння Елі погоджується. Флотилія прибуває у Персей. Флагманом адмірала є зореліт «Волопас». Проте Руйнівники, викривлюючи метрику простору, не пускають флот вторгнення у скупчення, і його виштовхує назовні. Гамазин розробляє план прориву — спочатку увесь флот штурмує бар'єр неевклідового простору, після чого Руйнівники будуть вимушені повністю задіяти свою енергію; і, використовуючи це, три зорельоти, включно з «Волопасом» прориваються в іншому місці, відкриваючи шлях решті.
Командування флотом Гамазин передав Аллану Крузу. Мері із сином навідріз відмовляється розставитися із чоловіком. Прорив трьох зорельотів удається, проте флот Аллана відкинуто. Роблячи спробу покинути скупчення, земляне застосовують повільну анігіляцію (спочатку планетоїду, а пізніше двох своїх зорельотів). Спроба не має успіху, проте цей прийом згодиться флоту Аллана, і саме про це Гамазин віддає свій останній наказ.
Руйнівники пропонують «Волопасу» здатися. Більшість екіпажу вважає за краще загинути у бою, проте адмірал настоює на здачі у полон, мотивуючи своє рішення можливістю прямого контакту із Руйнівниками та продовженням розвідувальної місії. На взятому в полон «Волопасі» з'являється Орлан, командуючий флотом Руйнівників, Руйнівник Першої Імперської категорії. Він, як і інші представники «вищої» у Руйнівників раси, є гуманоїдом, проте має привілей змінювати свій зовнішній вигляд. На Нікелевій планеті полонених виводять із зорельота та розміщують у спеціальних приміщеннях, які облаштовані й для утримання драконів та пегасів. Орлан передає Елі людину на ім'я Андре (якого вони захопили у полон ще під час перших битв у Плеядах), проте виявляється, що він став божевільним. Пізніше Андре відновить свою свідомість та буде грати важливу роль у війні проти Руйнівників. Він розповість, що, потрапивши у полон, він із жахом чекав допитів і тортур. Щоб уникнути їх, він вирішив сам зробити себе божевільним, зосередивши всі свої думки на предметі, який був точно невідомим Руйнівникам — сіренькому козлику із дитячої пісеньки.
Великий Руйнівник — глава Імперії — пропонує людству союз для спільного володіння Галактикою. Елі настоює на прямій трансляції їх перемовин на всю Імперію, на що Великий неохоче погоджується. Саме це й стало його фатальною помилкою. Під час перемовин Великий повідомляє про цивілізацію рамірів, значно могутнішу, ніж люди та Руйнівники. Проте раміри зайняті перебудовою ядра Галактики, і більше нічого їх не цікавить. Ця інформація виявляється найбільш значимою для землян. Елі відмовляється від союзу, й Великий засуджує його до кари на недосяжність смерті. Після повернення до камери полонених Елі поміщають у невидиму силову клітку, де він приречений на муки голоду і спраги. Адмірал досить легко витримує муки, оскільки знає, що згідно нерозумному вироку Великого, смерть йому не загрожує. В Елі виникають дивні сни, де він то знаходиться в залі з куполом та лякаючою кулею в центрі, то стає присутнім на нарадах у Великого, де доповіді Руйнівників відбуваються у найдивніших формах (вони розтікаються, вибухають, смердять). Під час останнього із снів Елі дізнається про неполадки на Третій планеті, які спричинили небезпечне для Руйнівників вклинювання флоту землян у скупчення, про жахливу біологічну зброю галактів, про те, що полонених вирішено евакуювати на Марганцеву планету, подалі від місця можливих боїв (та, очевидно, для виключення ризику силового визволення з полону). Наступного дня приходить наказ про евакуацію на Марганцеву планету, Елі дозволено пити та їсти.
Землян розміщують на «Волопасі» разом із загоном Руйнівників на чолі з Орланом. Раптово простір викривлюється так, що зорельоти конвою, весь зовнішній світ та решта зірок щезають. Орлан говорить, що їх зносить на Третю планету і що треба як найскоріше досягти Станції Світової Метрики, з якою не вдається зв'язатися. Розпочинається важкий перехід до Станції областями високої гравітації. Під час нього помирає Астр. Люди готують та розпочинають повстання, проте виявилося, що воно не стало секретом для Руйнівників — частина їх, включно з самим Орланом та командиром невидимок Гігом, переходять на бік людей. Після поремоги Орлан розповідає, що в результаті діалогу Великого з адміралом Гамазином багато Руйнівників, як і він сам, засумнівались у правильності імперської політики. Саме за ініціативою Орлана у мозок Елі транслювалися «віщі сни». Люди та їх нові союзники розпочинають штурм Станції Метрики. Важливу роль у ньому грають літаючи дракони і пегаси. Унаслідок штурму Станція взята, проте в бою смертельне поранення отримав дракон Громовержець. Після того, як Елі увійшов до приміщення Головного Мозку Станції, то він упізнав цей самий зал із кулею, який з'являвся йому у снах. Головний Мозок Станції, спеціально видобутий із організму полоненого галакта та натренований для управління метрикою простору, виявився мрійником, і він любив уявляти себе різними жителями Всесвіту. Коли в Персії вперше з'явився зореліт людей, у нього виникла надія на повернення до нормального життя. На момент подій книги він погоджується виміняти своє вічне нерухоме існування на коротке, проте повноцінне біологічне життя. Елі та Лусін домовляються із Мозком про пересадку його в тіло дракона Громовержця. При цьому він зберігає розум та здатність говорити. Мозок вибирає собі нове ім'я — Бродяга.
Простір навколо Третьої планети розкручений, виявляється концентрація велетенського флоту Руйнівників у районі майбутнього прориву ескадри Аллана. Орлан пропонує звернутися за допомогою до галактів. Розпочинаються переговори. Виявляється, що галакти живуть необмежено довго, замінюючи свої органи штучно вирощеними. Саме тому вони панічно бояться загибелі, та відповідно й війни, тому що вони практично є безсмертними. У легендах галактів збереглася пам'ять про рамірів — творців планет. Коли раміри переселились у ядро Галактики, всі зоряні системи Персея перейшли до галактів. Руйнівників тоді ще не було, тому що галакти самі ж їх і створили. Це були штучні істоти, яких галакти створили як слуг, яких наділили розумом та здатністю до розмноження, створивши, щоправда, їх одностатевими, щоб уберегти їх від душевних мук кохання. Проте унаслідок цього замість симпатії до ближнього у них розвинулись самокохання та егоїзм. Ці слуги переселились на пустуючі планети під приводом освоєння нових світів, та розпочали війну проти своїх творців. У час подій роману Руйнівники повністю панують у цій області Галактики, проте на своїх планетах галакти знаходяться у безпеці, оскільки вони захищені зброєю, яка незворотньо вражає все живе.
Галакти демонструють людям та їхнім союзникам один із видів їхньої біологічної зброї — астероїд, усередині якого знаходиться живе ядро. Аналогічною зброєю оснащені зорельоти галактів. Направлене випромінювання ядра, яким галакти навчились керувати, проникає через будь-які перепони, знищуючи будь-яке життя. Прорватися до планет галактів Руйнівники не можуть, проте й галакти не можуть направити своє випромінювання на планети Руйнівників, оскільки саме для боротьби з цим і створені Станції Метрики. Під час останньої великої війни Станція Метрики викривила простір так, що біологічні промені галактів спрямувались на їх планети. Після цього галакти відмовились від активних бойових дій та виявились заблокованими у своїх зоряних системах. Переконуючи галактів допомогти, Елі Гамазин промовляє пристрасну промову, в якій лякає їх перспективою прориву зорельотів-автоматів Руйнівників, які не мають на своєму борту біологічних істот, а пізніше жахом смерті та полону. Галакти погоджуються вступити у війну. Їх флот, командування яким вони доручили адміралу Гамазину, прямує в район прориву кораблів Аллана. Там відбувається генеральна битва, подробиці якої в романі не наведено, рекомендуючи прочитати звіти Ромеро. У битві флот людей і галактів отримав повну перемогу, Руйнівники втратили третину свого флоту, решта флоту розсіяна, об'єднаний флот людей і галактов не мав втрат. Гамазин розпочинає мову про нове завдання — експедицію до ядра Галактики для контакту із загадковою могутньою цивілізацією рамірів.

### Кільце зворотнього часу
Текст знову представляє собою спогади Елі Гамазина. Спочатку автор повідомляє, що усвідомлює всю провину та несе всю відповідальність за можливу загибель експедиції та диктує записи в надії, що вони якимсь дивом дійдуть до Землі.
Мемуари розпочинаються із отримання повідомлення про загибель експедиції Аллана Круза і Леоніда Мрави у ядро Галактики, висловлюється думка, що проти неї велись бойові дії, замасковані під незвичні природні явища (хижі планети, таємничі променеві удари). На похоронах Елі знову зустрічає старих друзів: Ромеро, Лусіна, деміургів (так тепер називають руйнівників) Орлана і Гіга, вдову Леоніда Ольгу із її дорослою дочкою Іриною. Вирішено вислати другу експедицію у ядро Галактики, її командиром призначений Олег Шерстюк, син Андре. Гамазину запропонували посаду наукового керівника. Його дружина Мері, як завжди, не хоче розлучатися з чоловіком. Елі бере в експедицію дракона Бродягу (колишнього Головного Мозку Станції Метрики Простору). Він постарів, проте не шкодує про втрачене безсмертя, спробував усі радощі життя та готовий спокійно зустріти смерть. Технічним оснащенням зорельотів керує інженерний геній — деміург Еллон. Мері повідомляє чоловіку, що вона помітила, що Ірина закохалась у Еллона, а це може створити проблеми в експедиції. Елі відповідає, посилаючись на особистий досвід молодості, що кохання до інопланетян безпечне, тому що безперспективне.
Під час проходження через пилові хмари, які закривають Ядро, експедиція зустрічає планету-хижака, яка поглинає пил, яку відкидають генераторами метрики, спостерігає удар променя колосальної сили по одній із зірок — аналог тих променів, що знищили екіпажі Аллана, проте значно більшої потужності. Незважаючи на те, що проти цієї зброї, ймовірно створеної рамірами, в землян та їх союзників немає захисту, на нараді командирів вирішено продовжувати політ до Ядра. Зорельоти проходять через кулясте зоряне скупчення із наявністю планет з ідеальними умовами для біологічного життя, проте вони є абсолютно стерильними. Усі такі скупчення віддаляються від Ядра, і воно ніби «випаровується» ними. Експедиція спостерігає гравітаційний колапс одної із зірок, і паралельно бачить щось неймовірне — зореліт, який летить із чорної діри. У ньому виявляють шість інопланетян, з яких живим був тільки один. На вигляд він схожий на дванадцятиногого павука (Ромеро називає його расу «арани»). Аран телепатично вільно спілкується зі всіма, читає думки. Оан, як він просить себе називати, розповів, що вони — втікачі із Світів, Що Гинуть, які вражені страшною хворобою — раком часу. Тому вони спробували через колапсар вибратись у будь-який інший час. Колись арани були могутньою цивілізацією, проте з'явились Жорстокі Боги, які пошкодили зірки, зробивши так, що з них став виходити пил, який затягнув увесь простір. Арани створили кораблі-автомати, які збирали пил та перетворювалися після його накопичення у планети-хижаки. Проте невідомі прибульці викинули планети-чистильники невідомо куди. Жорстокі Боги вразили зоряну систему аранів раком часу, він розпочав розриватися всередині механізмів та живих істот: одні частини та органи жили в минулому, інші — в майбутньому. Цивілізація аранів зазнала глибокого регресу — вона виродилась у релігійні секти Прискорювачів кінця, які віддавали перевагу смерті над муками від Жорстоких Богів, та Заперечувачів кінця, які мріяли попередити загибель та викрали останній зореліт для польоту до чорної діри. Оан просить експедицію допомогти потерпілій цивілізації.
У Світах, Що Гинуть, експедиція дізнається, що Прискорювачі призначили самоспалення, експедиція приймає рішення не допустить його. Це їм удається, проте в результаті гине Лусін. Один із вантажних зорельотів розпочинає анігілювати пил, щоб розчистити простір, проте невдовзі виходить із ладу його бортовий комп'ютер. Оан заявляє, що комп'ютер уражений раком часу, тому що Жорстокі Боги поглянули на експедицію своїм недобрим оком. Олег Шерстюк пропонує анігілювати одну із безживних планет, новостворений простір буде чистим від пилу. Проте раміри (найімовірніше саме вони є Жорстокими Богами) атакують першими: таємничий промінь знищує зореліт, який вже приготувався до удару. Після катастрофи за ініціативою Гамазина скликана секретна нарада командного складу флоту. Елі доводить, що Оан є таємним шпигуном рамірів, точніше, він є раміром, що прийняв зовнішність арана. Під час допиту Оан випадково обмовляється, повідомивши, що метою польоту до колапсару була спроба оволодіти вигинами часу, що б відкрило можливість виходити у минуле, в майбутнє, у бокові «сьогодення», скупчення зірок, які гинуть у слабнучому часі. Після того, як рамір зрозумів, що його розкрили, він почав щезати, але Еллон встигає упіймати його в силову клітку. Мертвого Оана поміщають у консерватор — спеціальне приміщення зорельота. Невдовзі у Гамазина виникне дивна звичка приходити туди й бесідувати з Оаном, роздумуючи вголос.
Для відновлення управління зорельотами вирішено використати стару професію Бродяги. Операцію пересадки мозку Бродяги має виконати Еллон, який навчався цьому, коли був руйнівником Четвертої імперської категорії. Еллон відмовляється, проте Орлан примушує його, на кілька хвилин знову ставши могутнім вельможою Першої категорії. Колишній Бродяга просить не називати його Головним Мозком, Елі дає йому ім'я «Голос». Гамазин вважає, що раміри, не дозволяючи відбуватися вибухам, допустять повільну анігіляцію, та виявляється правим: експедиційний флот починає повільну анігіляцію призначеної для цього планети силами двох вантажних зорельотів та виходить із Світів, Що Гинуть. Закінчивши прохід через пилові хмари, експедиція тепер бачить гігантське зоряне полум'я — ядро Галактики. У ньому панує хаос, зорі рухаються занадто близько одна до одної, діють одна на одну велетенськими гравітаційними силами. За таких умов навіть не йдеться про наявність у них планет. Усі розуміють, що майбутнє ядра — взаємне групове зіткнення зірок і колосальний вибух. Перша спроба вирватися з ядра ледве не призводить до загибелі: Еллон поранений, Ірина обіймає та цілує його, проте Еллон не розуміє змісту її дій. Гамазин спостерігає неможливе явище — зірки проходять одна крізь одну, не зіштовхуючись. Голос пояснює це розривом у часі (одна зірка була у минулому, інша — в майбутньому). Заради успіху другої спроби вирватися із ядра вирішено анігілювати один із зорельотів, проте його знищує промінь рамірів. В експедиції розпочинається паніка, тому що виявилось, що раміри знаходяться поруч у Ядрі. Це вони не випускають експедиційний флот. Розрив між минулим і майбутнім розпочинає впливати на психіку, більшість членів експедиції ніби «випадають у минуле»: Орлан перетворюється у пихатого імперського сановника, Мері докоряє чоловіку, що той розлюбив її та покинув, полетівши на Ору і в Персей. Тоді Гамазин, щоб перейти із минулого в майбутнє, йде в консерватор і розпочинає диктувати спогади.
Еллон вивчає властивості часу, експериментуючи з мікроколапсаром. Під жорстким контролем самого Орлана він розробив стабілізатор часу. Час у зорельоті знову нормалізувався, усі знову стали самі собою. Проте Еллон так і не вийшов із минулого, він вважає, що приречений бути служкою четвертої категорії, та його вічно буде зневажати Орлан та інші урядовці. Еллон демонструє Елі та Олегу готову машину часу, залазить усередину та оголошує, що відбуває в минуле, на Третю планету Персея, захопивши із собою Голос — колишній Головний Мозок Станції Метрики Простору. Під час спроби повернути Еллона з минулого він гине, доля Голосу залишається невідомою. В Ірини розпочинається істерика, вона пояснює, що Еллон кликав її в майбутнє, у час, коли земна жінка зможе бути щасливою з деміургом, проте сам вирішив повернутися у минуле. Скориставшись загальним сум'яттям, Ірина входить у машину часу й летить у майбутнє, з якого її повернути не вдається. Окрім цього, Гамазин оголошує екіпажу, що він виявив на зорельоті нового шпигуна рамірів. Елі заявляє, що він сам є шпигуном рамірів, осільки він тривалий час розмовляв у консерваторі з Оаном, розкрив ворогам плани виходу з Ядра, тому що Оан не мертвий, а є датчиком та підслуховуючим пристроєм раміріов. Ромеро виправдовує Елі тим, що раміри не вороги, вони просто байдужі до долі експедиції. Вони зайняті перебудовою ядра, а щоб врятувати Галактику від вибуху, слід вивести все, що можна, за межі ядра. Раміри діють як лісоруби, які рубають хворі дерева, щоб зберегти увесь ліс, а інші цивілізації для них як мурахи цього лісу. Рамірам не до них, проте якщо мурахи кусають лісорубів, ці вбивають мурах.
Самозвинувачення Гамазина відкинуті, у черговій бесіді з Оаном він у гніві кричить, що тепер час не мертвий у їх руках, і вони вирвуться з полону або через майбутнє, або через минуле, час кривий та перпендикулярний. У Ядрі, внаслідок велетенської гравітації, час стає двомірним, і саме це створює його розриви, які насправді є вигинами, та запобігає зіткненням зірок. Використовуючи геніальну конструкцію машини часу Еллона, зореліт викривлює час, поступово збільшуючи кут відхилення. Елі виправляє теорію Ромеро — раміри зацікавились дослідами Еллона та спеціально заразили експедицію раком часу, підвищивши її статус від мурах до піддослідних кроликів. Проте Гамазин не погоджується і з цим, та в останній бесіді з Оаном він порівнює рамірів — мислячу мертву матерію, яка колись у Персеї була планетами, а тут перетворилась на зірки, з біологічним життям. Це життя має лише незначну масу, проте не за силою дії на природу. Вона стрімко розвивається, тому саме вона є майбутнім Галактики. Елі просить рамірів, або, за його здогадом, у об'єднаного зоряного розуму єдиного раміра, щоб Оан щез у знак розуміння його тез. У кінці твору так і відбувається — зореліт виходить із ядра Галактики в районі Світів, Що Гинуть, та повертається у свій час на один земний рік пізніше, чим вони були там раніше. Цей факт дає надію на подальше порозуміння з цивілізацією рамірів.

## Нагороди
У 1984 році Сергію Снєгову за трилогію «Люди як боги» присуджена премія «Аеліта».

## Переклади
Трилогія «Люди як боги» неодноразово перекладалась кількома іноземними мовами, і виходила як у повному обсязі, так і частинами, польською, угорською, німецькою (причому як у соціалістичній НДР, так і в капіталістичній ФРН) та японською мовами. Українською мовою трилогія «Люди як боги» не видавалась.